# Camaridium biolleyi
Camaridium biolleyi är en orkidéart som först beskrevs av Rudolf Schlechter, och fick sitt nu gällande namn av Rudolf Schlechter. Camaridium biolleyi ingår i släktet Camaridium och familjen orkidéer. Inga underarter finns listade i Catalogue of Life.